# تشيغ (شركة)
تشيغ (بالإنجليزية: Chegg)؛ هي شركة أمريكية لتكنولوجيا التعليم مقرها سانتا كلارا، كاليفورنيا. توفر خدمات تأجير الكتب المدرسية الرقمية والمادية والدروس الخصوصية عبر الإنترنت وخدمات الطلاب الأخرى.
أُطلقت الشركة في عام 2005، وبدأت التداول علنًا في بورصة نيويورك للأوراق المالية في نوفمبر 2013. اعتبارًا من مارس 2020، أبلغت الشركة عن وجود 2.9 مليون مشترك في خدمات تشيغ.

## التاريخ
في أكتوبر 2000، أطلق طلاب جامعة ولاية أيوا، جوش كارلسون، ومايك سيجر، ومارك فيدليك، لوحة رسائل شيغ بوست. تشيغ هي عبارة عن مزيج من الكلمتين الدجاج والبيض، ويشيران إلى شعور المؤسسين بأنهم غير قادرين على الحصول على وظيفة بدون خبرة، في حين أنهم غير قادرين على اكتساب الخبرة بدون عمل.
ثم تعاون كارلسون مع عثمان راشد، وهو مستخدم متعطش للموقع. تأسست الشركة في عام 2005 من قبل كارلسون ورشيد وعيوش فومبرا. في ذلك الوقت، أجريت عمليات بحث عن المنح الدراسية، ومطابقة التدريب الداخلي، والمشورة بشأن طلبات الالتحاق بالجامعة. قدم راشد بعض التمويل الأولي لبدء العمل.
في فبراير 2006، ترك كارلسون الشركة. أعاد فومبرا وراشد تسمية علامتهما التجارية، وأطلقا عليها اسم شركة تشيغ. في ديسمبر 2007، كان راشد الرئيس التنفيذي. بعد إنهاء الخدمات غير المتعلقة باستئجار الكتب المدرسية وشرائها، عدلت الشركة نموذج أعمالها ليعكس نموذج نيتفلكس القائم على التأجير، مع التركيز على تأجير الكتب المدرسية للطلاب، وتوسعت تشيغ إلى السوق العالمية. أضافت لاحقًا السلع والخدمات الطلابية من خلال عمليات الاستحواذ على الشركات.
في عام 2008، بلغت الإيرادات حوالي 10 ملايين دولار؛ في عام 2009، بلغت عائدات شهر يناير 10 ملايين دولار.
بدأت تشيغ تداول الأسهم علنًا في بورصة نيويورك في نوفمبر 2013. أفادت التقارير بأن الاكتتاب العام قد جمع 187.5 مليون دولار، مع قيمة سوقية أولية تبلغ حوالي 1.1 مليار دولار.
في عام 2014، دخلت تشيغ في شراكة مع موزع الكتب ingram content group.
في أبريل 2017، بدأت تشيغ وبيرسون ايديكيشن شراكة لتأجير الكتب المدرسية.
في سبتمبر 2018، أعلنت تشيغ أن خرقًا للبيانات حدث في أبريل 2018 والذي ربما يكون قد شمل 40 مليون مستخدم مسجل نشط وغير نشط. أفادت الشركة بأن أرقام الضمان الاجتماعي ومعلومات الحساب المصرفي لم تتأثر بالخرق. اعتبارًا من مارس 2020، أفادت الشركة بوجود 2.9 مليون مشترك في خدمات تشيغ.
في يونيو 2021، كشفت تشيغ النقاب عن uversity، وهو برنامج تعليمي جديد سيوفر مساحة للأستاذة والمعلمين الآخرين لمشاركة المحتوى.

## غش الطلاب
تم توثيق بعض الخدمات التي تقدمها تشيغ بشكل متكرر على أنها إشكالية. تتضمن هذه الخدمات المساعدة في الواجبات المنزلية حيث يقوم خبراء تشيغ بحل أسئلة الواجبات المنزلية للطلاب.
في فبراير 2019، أقامت تشيغ شراكة مع مختبر الكتابة على الإنترنت (owl) التابع لجامعة بوردو، لجعل أدوات الكتابة التعليمية عبر الإنترنت أكثر سهولة لطلابها. قوبل الانتماء ببعض انتقادات أعضاء هيئة التدريس في إشارة إلى تشيغ لمساعدة الطلاب على الغش، ذكر مدير OWL هاري ديني أنه لم يتوقع أن تتضرر سمعة purdue نتيجة لذلك.
خلال جائحة كورونا لعام 2020، تصاعد الجدل حول تشيغ والشركات التي تقدم خدمات مماثلة، حيث كان على العديد من الطلاب التعلم من المنزل من خلال الوصول إلى الإنترنت غير الخاضع للرقابة. على سبيل المثال نبهت جامعة جورجيا تكنو الطلاب في فصل الفيزياء إلى أن طلابًا معينين في الفصل قد غشوا في الاختبار النهائي، وقد تبين أن بعض الطلاب في فصل الكيمياء بجامعة بوسطن قاموا بالغش بالمثل في امتحان عبر الإنترنت.

## الموسيقى 101
ترعى تشيغ مسابقات تعليم الموسيقى للكليات في برنامج يسمى موسيقى 101. وتختتم هذه المسابقات بتعليم مباشر للفصول الدراسية من قبل فنانين موسيقيين مشهورين، ومنحة قدرها 10000 دولار من صندوق ديفيد ب كولدبيرغ للمنح الدراسية لقسم الموسيقى بالمدرسة الفائزة.

## روابط خارجية
- الموقع الرسمي